# Сребространни корюшки
Сребространните корюшки (Atherinidae) са семейство актиноптери от разред Атериноподобни (Atheriniformes).
Таксонът е описан за пръв път от Антоан Рисо през 1827 година.

## Родове
Подсемейство Atherininae
- Atherina
- Atherinason
- Atherinosoma
- Kestratherina
- Leptatherina

Подсемейство Atherinomorinae
- Alepidomus
- Atherinomorus
- Hypoatherina
- Stenatherina
- Teramulus

Подсемейство Bleheratherininae
- Bleheratherina

Подсемейство Craterocephalinae
- Craterocephalus
- Sashatherina